# James Brooke
James, Sarawak rádzsája (született James Brooke; Benares, 1803. április 29. – Burrator, 1868. június 11.) Sarawak első fehér rádzsája volt, dinasztiaalapító uralkodó.
Apja, Thomas Brooke angol volt, anyja a Hertfordshire-ben született Anna Maria a skót főúr William Stuart ezredes, a 9. Lord Blantyre és kedvese, Harriott Teasdale törvénytelen leánya. James Brooke az indiai Benares Secrore nevű külvárosában született, és innen emelkedett egy délkelet-ázsiai állam uralkodójának rangjára.

## Emlékezete
A tiszteletére neveztek el több borneói fajt:
- Rhododendron brookei, Rhododendron.
- Brooke rádzsa húsevő növénye, a Nepenthes rajah,  kancsóka, amelyet Joseph Dalton Hooker nevezett el.
- Trogonoptera brookiana, madárszárnyú pillangó, amely Alfred R. Wallace-tól kapta a nevét.
- Brooke mókusa, Sundasciurus brookei.

1. 1 2  Francia Nemzeti Könyvtár: BnF-források (francia nyelven). (Hozzáférés: 2015. október 10.)
2. 1 2  SNAC (angol nyelven). (Hozzáférés: 2017. október 9.)
3. 1 2  Darryl Roger Lundy: The Peerage (angol nyelven). (Hozzáférés: 2017. október 9.)
4. 1 2  Brockhaus (német nyelven). Brockhaus